# 20084 Buckmaster
20084 Buckmaster este un asteroid din centura principală de asteroizi.

## Descriere
20084 Buckmaster este un asteroid din centura principală de asteroizi. A fost descoperit pe 6 aprilie 1994 la Observatorul Palomar de Carolyn S. Shoemaker și David H. Levy. Asteroidul prezintă o orbită caracterizată de o semiaxă mare de 2,30 ua, o excentricitate de 0,12 și o înclinație de 22,0° în raport cu ecliptica.